# Антин, Робин
Робин Антин (англ. Robin Antin, род. 6 июля 1961 года) — американская певица, танцовщица, актриса и хореограф. В 1995 году вместе с Кристиной Эпплгейт и Карлой Камой основали современную бурлеск группу The Pussycat Dolls. В 2007 году она создала Girlicious. Как хореограф, Антин работала с такими знаменитостями, как Пэрис Хилтон, Анастэйша, Пинк, The Offspring и No Doubt.

## Сотрудничество
- Pussycat Dolls (1995—настоящее время)
- Рон Фэир (2004-наст. время)
- Майк Минден (2003-наст. время)
- Джимми Йовин (2004-наст. время)
- Girlicious (2007—2011)
- Paradiso Girls (2007—2010)
- Мэтт Госс (2009-наст. время)